# Chris Mentens
Chris Mentens is een Belgische jazz-bassist, componist en arrangeur.
Mentens studeerde musicologie aan de universiteit van Leuven en kreeg les van Hein van de Geyn, John Clayton en Ricardo del Fra. Hij was veertien jaar lang lid van de groep van Chris Joris, de Chris Joris Experience, waarmee hij verschillende platen opnam. Verder begeleidde hij allerlei musici en vocalisten, waaronder Mal Waldron, Slide Hampton, Deborah Brown en Silvia Droste. In 2003 verscheen de eerste plaat van zijn groep Chris Mentens Jazz Van, in 2007 volgende een tweede album. Hij speelt in verschillende bands, waaronder Multitude en treedt op in binnen- en buitenland, waaronder in clubs en op (jazz-)festivals.
Mentens geeft ook les, hij doceert jazzgeschiedenis aan de Universiteit Antwerpen en de Vrije Universiteit Brussel en is hoofd van de jazzafdeling van de!Kunsthumaniora in Antwerpen.

## Discografie
als leider:
- Drivin' with the Chris Mentens Jazz Van, 2003
- Burnin' with the Chris Mentens Jazz Van, 2007

als sideman:
- Multitude: Dog of Teahan, 2012